# 蝰亚科

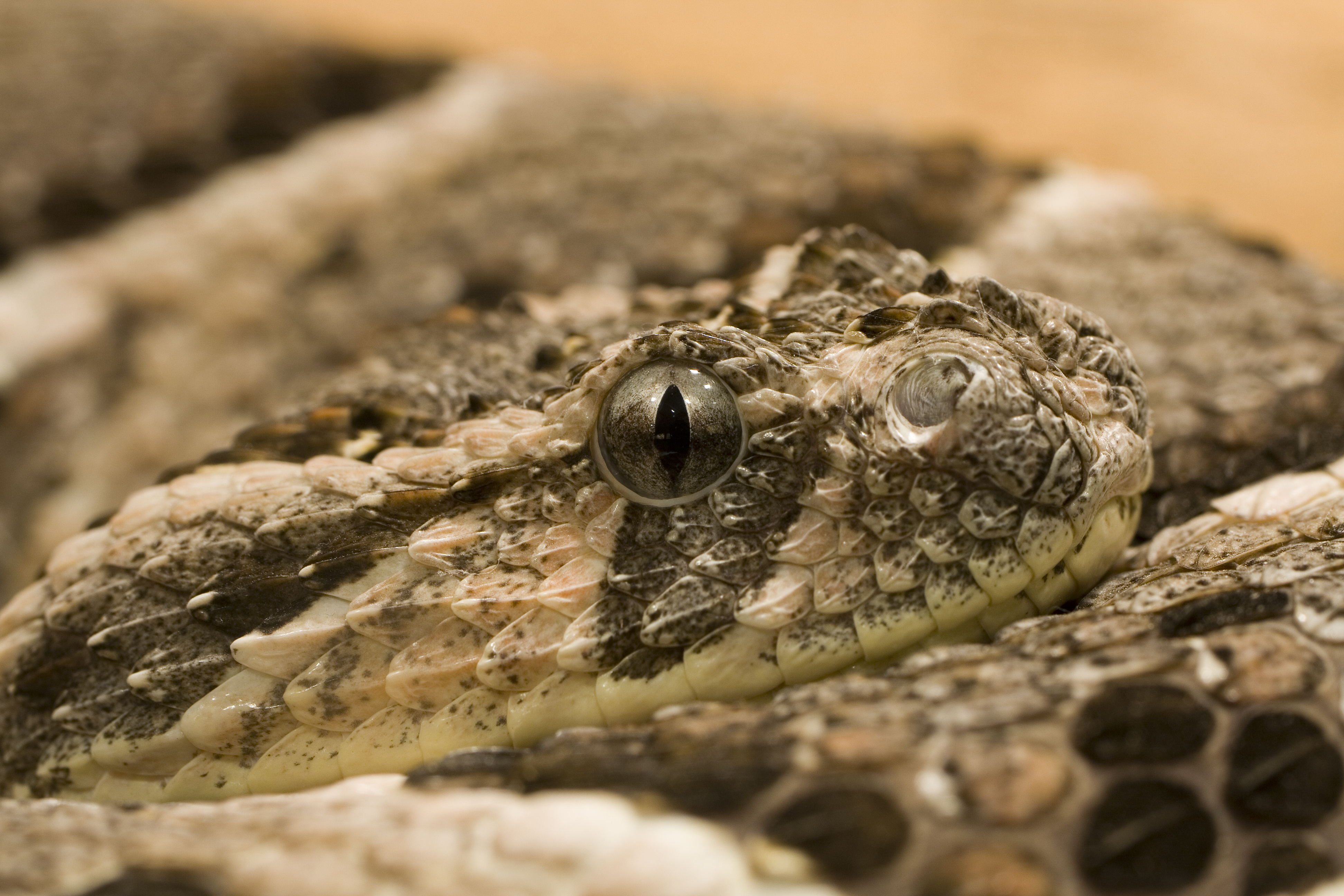
咝蝰属的鼓腹咝蝰(Bitis arietans)

蝰亚科（学名：Viperinae），也叫真蝰亚科，是蝰蛇科的一个亚科，统称蝰蛇，其主要特征是眼与鼻孔之间不具有颊窝。
蝰蛇广泛分布在欧洲、亚洲和非洲，包括约12属，66种。，大多数都生活在热带和亚热带，但极北蝰（Vipera berus）却可能分布在非常靠北的地区，甚至北极圈附近。

## 分类
常见的有以下几属：
- 树蝰属 Atheris
- 咝蝰属 Bitis
- 角蝰属 Cerastes
- 山蝰属 Daboia
- 锯鳞蝰属 Echis
- 蝰属 Vipera